# Raszewy (Krotoszyn)
Pour les articles homonymes, voir Raszewy.
Raszewy (prononciation : [raˈʂɛvɨ]) est un village polonais de la gmina de Kobylin dans le powiat de Krotoszyn de la voïvodie de Grande-Pologne dans le centre-ouest de la Pologne.
Il se situe à environ 7 kilomètres à l'ouest de Kobylin (siège de la gmina), à 20 kilomètres à l'ouest de Krotoszyn (siège du powiat) et à 78 kilomètres au sud de Poznań (capitale régionale).

## Histoire
De 1975 à 1998, le village faisait partie du territoire de la voïvodie de Leszno.

Depuis 1999, Raszewy est situé dans la voïvodie de Grande-Pologne.